# Гаверсовы каналы
Гаверсовы каналы — трубчатые полости в компактном веществе костей человека.
В разных костях ГК располагаются по-разному. В плоских костях ГК проходят параллельно их поверхности, а телах позвонков — перпендикулярно их оси. Каждый канал окружён несколькими слоями костных пластинок, вместе с которыми ГК образуют остеоны. Внутри ГК проходят по одной артерия и вена, нервы и мезенхимальные клетки. Кровеносные сосуды в ГК обеспечивают поступление и отток из клеток питательных веществ, продуктов метаболизма, углеводород и кислород. В Гаверсов канал открываются канальцы, соединяющие костные полости. ГК соседних систем могут объединяться в прочные опорные конструкции.
Гаверсовы каналы названы в честь английского анатома Гаверса Клоптона (1650—1702), впервые описавшего их.